# 喬希·潘斯
喬希·潘斯（英語：Josh Pence；1982年6月8日—）是一位美國演員。他曾出演2010年電影社群網戰。

## 外部連結
- 喬希·潘斯在互联网电影资料库（IMDb）上的資料（英文）
- 喬希·潘斯的X（前Twitter）